# Comarca de Tierra Llana
Tierra Llana o Tierra Llana del Miño (en gallego y oficialmente, Terra Chá) es una comarca de Galicia (España), la de mayor extensión de toda la comunidad. Administrativamente pertenecen a esta comarca de la provincia de Lugo los municipios de Abadín, Begonte, Castro de Rey, Cospeito, Guitiriz, Muras, Pastoriza, Villalba y Germade. La capital comarcal y principal población es Villalba.
La Tierra Llana se sitúa en el sector norte e interior de la provincia de Lugo. Es la comarca más extensa de Galicia con 1822,75 km² y cuenta con 39 935 habitantes (censo del año 2019).
Manuel María, uno de sus afamados poetas, escribió un poema en 1954 titulado Terra Chá del que se reproduce aquí un fragmento:
Eu amo a Terra Chá, sempre tan miña.
Eu amo a Terra Chá tal como é:
¡a súa seiva corre no seu sangue
e alúmame, a súa luz, o corazón!

## Geografía
El paisaje de esta llanura combina frecuentes oteros coronados en su mayoría por castros -basta citar el de Viladonga- con llanos agrícolas y pastizales, importantes lagunas como la de Cospeito o Caque y más de un centenar de ríos y regatos que recorren la comarca. La altitud media de la comarca es de 400 m s. n. m.
La sierra de la Cueva de la Serpiente y la sierra de La Loba (700-800 m s. n. m.), establecen los límites con la provincia de La Coruña, mientras que por el norte, las sierras de La Carba, del Gistral y Tojiza, se interponen a las Mariñas, al tiempo que alcanzan las mayores altitudes comarcales (1000 m s. n. m.). 
En el este, cierran el arco el Cordal de Neda y las estribaciones de la Serra de Meira, donde nace el río Miño, al que vierten sus aguas todas las cuencas, a excepción de algunas del municipio de Muras que lo hacen al Eume y al Sor.

## Clima
Posee un clima subcontinental lo cual somete a la comarca a rigores térmicos. En los meses invernales la media baja de los 8 °C con frecuentes heladas hasta bien entrada la primavera.
Las precipitaciones se encuentran entre los 1000 y 1200 mm anuales. Además las diferencias estacionales son acusadas en invierno superan el 25% no llegando al 10% en verano.

## Economía
La Tierra Llana se puede definir como una comarca rural cuya economía es de clara vocación agrícola y ganadera. 
El clima y el suelo permiten que haya una importante extensión de parcelas dedicadas a pastos donde se alimentan un gran número de vacas destinadas especialmente a la producción láctea contando para eso con modernas explotaciones que son, en su mayoría, de carácter familiar pero altamente competitivas. 
En la zona llana hay una gran producción agrícola destinadas al cultivo de la patata y el trigo así como a la obtención de forraje.
En aquellos lugares de la comarca donde el terreno es más montañosa cobra auge la ganadería extensiva, dedicada a la producción cárnica y predominando la raza autóctona rubia gallega.

## Flora
La flora de la comarca de Tierra Llana es muy variada incluyendo importantes áreas de robledales, sotos y bosques ; domina el roble acompañado por abedules, sauces, alisos, castaños y pinos del país.
En la zona de transición con los macizos montañosos que forman el contorno de la cuenca podemos encontrar amplios matorrales que conforman un mosaico de brezales húmedos (brezo de turbera, Erica mackaiana y Erica cirialis) y secos (brezo ceniciento, brezo blanco, brezo rubio y Erica umbellata).

## Fauna
Gracias a las extensiones de brezales y matorrales en las zonas de transición de la cuenca con pequeñas colinas podemos encontrar al aguilucho pálido, el aguilucho cenizo, el lagarto verdinegro y la lagartija serrana.
En la comarca podemos encontrar aves como el zarapito real que tiene aquí su único lugar de cría regular en la península, el sisón común o al alcaraván común.

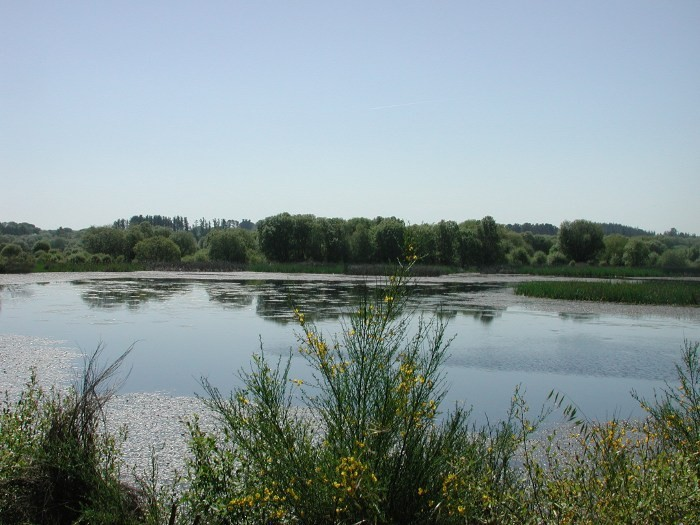
La laguna de Cospeito

Los humedales albergan una importante fauna acuática con sus tres lagunas principales, la de Cospeito, Caque y Riocaldo. Es muy importante la población de cuchara común, cerceta común así como el avefría europea. También hay una importante población de zampullín común, ánade azulón y gallineta común
Con respecto a las aves rapaces encontramos al azor, gavilán, ratonero común, cernícalo común, aguilucho cenizo, milano negro y alcotán.
En las turberas y arroyos encontramos al desmán ibérico
Las gándaras constituyen un hábitat esencial para muchos animales asociados a ambientes húmedos destacando la nutria, tres especies de peces (boga de río, bermejuela y espinoso) y un anfibio (sapillo pintojo ibérico).
Uno de los peces que de la península que se encuentran en esta zona en mayor concentración es el espinoso.